# THE ROYAL EXPRESS
THE ROYAL EXPRESS（ザ・ロイヤルエクスプレス）は、東急（旧・東京急行電鉄）が催行し、東日本旅客鉄道（JR東日本）・伊豆急行が運行する観光列車の団体臨時列車である。JR東日本の鉄道路線と、伊豆半島東岸を走る伊豆急行線だけでなく、北海道や中部地方以西へも乗り入れている。
列車名称の「THE ROYAL EXPRESS」は、「煌めく伊豆。美しさ感じる旅。」を実現するべく、「伊豆の素晴らしい魅力を、さらに感じて頂けるような、気品と特別感のある観光列車にしたい」として名付けられた。
車両内外装のデザインは水戸岡鋭治が担当した。シンボルマークは、列車名に掲げたROYALの「R」に、水資源が豊かな伊豆半島にちなみ水滴をイメージした装飾が施されたデザインとなっている。

## 概要
2017年7月21日に横浜駅 - 伊豆急下田駅間で運行を開始した。コンセプトは「美しさ、煌めく旅。」で、単に目的地へ向かうだけでなく乗った時から伊豆半島の魅力と旅の楽しさを感じてもらい、著名なシェフやデザイナーの監修による料理や飲み物とともに、ゆったりくつろげることを目的としている。
九州旅客鉄道の（JR九州）の「ななつ星 in 九州」などのクルーズトレインと同様、「列車によるクルーズ旅」を提供する。車中泊は無いが、初期のツアーでは、沿線の高級旅館・ホテルでの滞在、白濱神社での特別拝観といった当クルーズ旅限定の観光を用意した。
音楽演出は大迫淳英が手掛けている。
料理は、斎藤元志郎、古賀達彦、佐瀬晃、加藤敦子、稲元亘、早川巧麿が担当（2024年時点）。飲料はコーヒーを川島良彰、燻製紅茶を松本浩毅、ワインを種本祐子がそれぞれ監修している。
「ななつ星in九州」などと同じく、主にアクティブシニア層などをターゲットとしている。また2018年8月23日時点で約5000人が利用し、うちツアーデスクに直接申込みした利用者の約10％は、複数回利用している。
2018年、イギリスの新聞『デイリー・テレグラフ』の電子版「The Telegraph」が発表した「アジアで最も美しい鉄道トップ10」の2018年版に選出された。

### 車内での料理について
車内での料理については、静岡県産の食材がふんだんに使用され、監修者に対しては東急から「自由にやってください」と言われている。
- かつて洋食の監修を行っていた山田チカラは「観光列車の食事ではなく『山田チカラ』の2店舗目を作る意気込みでやる」としている[7]。
- 河野は「昭和35年ぐらいの料理を作れば、日本人はみな元気になるのでは」と考えている[7]。
- 川島は「コーヒーはフルーツです。まずひとくち、そのまま飲んでいただいて、甘みと酸味を味わってほしい」と話している[7]。
- 松本は、素材にもこだわった添加物なしでウイスキーの樽材を使って燻製した燻製紅茶を用意し、「赤ワインに合うようなものが合う」と話している[7]。

### 伊豆クレイルとの関係について
「THE ROYAL EXPRESS」が運行開始した前年の2016年7月16日より、小田原駅 - 伊豆急下田駅間でJR東日本の観光列車「伊豆クレイル」が運行を開始したが、こちらは主に女性をターゲットとしていたため、「THE ROYAL EXPRESS」とは「伊豆活性化」という目的で共存共栄できると位置づけられた。東京急行電鉄鉄道事業本部長の城石文明も「1周年を迎える『伊豆クレイル』とも連携しながら、伊豆の魅力を発信する起爆剤として、より広い地域から多くの方々に足を運んでいただけるよう努力したい」と話していた。なお伊豆クレイルは、老朽化により、4年後の2020年3月29日、COVID-19の流行に伴い、当初予定の6月から繰り上げて運行を終了している。

## 運行概況
列車の営業体制は、催行する東急が伊豆急行の車両を貸し切るという形で旅行商品として発売され、横浜駅発着で1泊2日の「クルーズプラン」と、横浜駅 - 伊豆急下田駅間の片道行程で食事付きの「食事付き乗車プラン」が基本で、催行日により各プランの運転時刻や乗車区間、食事の内容が一部異なる。
なお車内ではドレスコードが定められており、サンダルでの乗車は禁止されているほか、プラチナクラスでは男性は襟付きシャツ、女性は襟付きシャツまたはワンピースなどの着用が推奨されている。

### クルーズプラン
クルーズプランは催行日によって変わる。全て食事がコース形式のプラチナクラスを利用し、価格は1人あたり13万5千円 - 20万円。また季節限定で特別プランも存在する。2023年10月 - 11月の各プランの詳細は以下の通り。
西伊豆SUNSET クルーズプラン
- 1日目：横浜駅→（車内で加藤敦子監修の昼食）→伊豆急下田駅→（バス移動）→〔西伊豆SUNSETミニコンサート→〕繭二梁泊・夕食
- 2日目：繭二梁・朝食→（バス移動）→伊豆急下田駅→（車内で佐瀬監修の昼食）→伊東駅→（サフィール踊り子（グリーン車）利用）→横浜駅
  - 〔　〕内は希望制の選択プラン。

悠久の地 伊豆大島 クルーズプラン
- 1日目：横浜駅→（車内で齋藤・古賀監修の昼食）→伊豆急下田駅→伊豆高原駅→（バス移動）→THE HIRAMATSU HOTELS ＆ RESORTS 熱海泊・夕食
- 2日目：THE HIRAMATSU HOTELS ＆ RESORTS 熱海・朝食→（専用車移動）→熱海港→（高速ジェット船利用）→岡田港→（貸切バス移動）→三原山千波地層切断面観光→寿し光（昼食）→岡田港→（さるびあ丸（特等室）利用）→東京・竹芝

秋の富士山紀行 クルーズプラン
- 1日目：横浜駅→（車内で稲元監修の昼食）→伊豆急下田駅→（バス移動）→黄金崎観光→（バス移動）→富岳群青泊・夕食
- 2日目：富岳群青・朝食→（バス移動）→土肥港→（駿河湾フェリークルーズ（特別室）利用）（船上ミニコンサート）→清水港→（バス移動）→白糸の滝観光→（バス移動）→無上帑（昼食）→（バス移動）→三島駅→（こだま（グリーン車）利用）→東京駅

開国港街 下田クルーズプラン
- 1日目：横浜駅→（車内で齋藤・古賀監修の昼食）→伊豆急下田駅→（バス移動）→〔下田エリア観光→（バス移動）→〕宿泊施設泊・夕食
- 2日目：宿泊施設・朝食→（バス移動）→伊豆急下田駅→（車内で河野監修の昼食）→伊東駅→（サフィール踊り子（グリーン車）利用）→横浜駅
  - 〔　〕内は希望制の選択プラン。

### 食事付き乗車プラン
食事付き乗車プランには食事がお重形式のゴールドクラスと、コース形式のプラチナクラスがあり、両プランとも監修が行われた料理が振る舞われる。またゴールドクラスの一部は、おとな1人と小学生未満の子供1人が座れるファミリーシートとして販売されている。価格はゴールドクラスが1人あたり2万5千円（子供2万円）、ファミリーシートが3万9千円（2人）、プラチナクラスが1人あたり3万9千円。2023年10 - 11月設定のプランでは、運行日ごとに加藤敦子による和食、齋藤・古賀による洋食、稲元亘によるフレンチのプランがある。
- 行程：横浜駅→（列車内昼食）→伊豆急下田駅

## 車両
| 伊豆・静岡運行時の編成図 |           |           |           |           |           |           |           |           |
| |           |           |           |           |           |           |           |           |
| ← 伊豆急下田駅伊東駅・横浜駅 → \| 号車 \| 1 \| 2 \| 3 \| 4 \| 5 \| 6 \| 7 \| 8 \| \| 設備 \| G \| G \| M \| K \| PD \| PD \| PS \| PS \| \| 形式 \| クハ 2162 \| モハ 2125 \| モハ 2124 \| モハ 2123 \| サハ 2191 \| モハ 2122 \| モハ 2121 \| クハ 2161 \| |           |           |           |           |           |           |           |           |
| 凡例 G = ゴールドクラス用客室 M = マルチカー K = キッチンカー PD = プラチナクラス用食堂車 = 車椅子対応トイレあり PS = プラチナクラス用客室 |           |           |           |           |           |           |           |           |
| 号車 | 1         | 2         | 3         | 4         | 5         | 6         | 7         | 8         |
| 設備 | G         | G         | M         | K         | PD        | PD        | PS        | PS        |
| 形式 | クハ 2162 | モハ 2125 | モハ 2124 | モハ 2123 | サハ 2191 | モハ 2122 | モハ 2121 | クハ 2161 |

| 北海道・四国運行時の編成図 |           |           |           |           |           |             |
| |           |           |           |           |           |             |
| ← 札幌駅北海道各地 → |           |           |           |           |           |             |
| ← 四国各地岡山駅 → \| 号車 \| 1 \| 4 \| 5 \| 6 \| 8 \| \| \| 設備 \| O \| K \| D \| D \| L \| 電源車 \| \| 形式 \| クハ 2162 \| モハ 2123 \| サハ 2191 \| モハ 2122 \| クハ 2161 \| マニ50 2186 \| |           |           |           |           |           |             |
| 凡例 O = 展望車 K = キッチンカー D = ダイニングカー = 車椅子対応トイレあり L = ライブラリー 参照                                                                                                   |           |           |           |           |           |             |
| 号車 | 1         | 4         | 5         | 6         | 8         |             |
| 設備 | O         | K         | D         | D         | L         | 電源車      |
| 形式 | クハ 2162 | モハ 2123 | サハ 2191 | モハ 2122 | クハ 2161 | マニ50 2186 |

伊豆急行2100系5次車「アルファ・リゾート21」を改造した専用車両が使用される。内外装のデザインは水戸岡鋭治が手がけた。
デザインについては、水戸岡が30年間、JR九州とともに学び、培ってきたものを持ち込み、また色・形・素材の吟味においては鉄道車両ではタブーとされている色・形・素材を使い、和風も洋風もなく「いまの日本だからできる」世界中の様式が散りばめられ、高品質で特別な感覚を早出し、懐かしさと新しさが調和する車両に仕立てられている。
車両の主要な改造は東急テクノシステム長津田工場で施工され、伊豆急行の伊豆高原車両区で塗装変更が行われた。8両編成をフルに改造し、定員は100名と観光列車としては日本最大級となった。

### 外観
外観のベースカラーは、伊豆半島の海の「碧」や高原の「青」にちなみ、古代より高貴な色とされ、ROYALのイメージに通じるロイヤルブルーを採用。アクセントに金色のラインが加えられた。また前面の上部には、点灯機能の無いライトを模した装飾が施された。

### 車内
車内にはゴールドクラスとプラチナクラスの客室のほか、プラチナクラス用の食堂車やマルチカーが連結されている。
インテリアは普遍性を持った機能美を追求するとともに、地域のアイデンティティーを洗練された形で表現し、天然木や伝統的な素材をもとに匠の技と先端技術の工法が組み合わせられた。また各車両で異なるデザインを取り入れ、車両により違った天然木を主体として杉やナラなど10種類以上の木材を使用し、窓の周囲を装飾する組子（福岡県大川市の伝統工芸）や寄木の床、妻面の額絵によって各車両のインテリアに変化を持たせている。
窓の日除けには簾が使用されているほか、改造時に客室側を壁に改装した箇所や座席を撤廃した側窓の一部は、黒いスモークガラスに変更され、各種のマークで装飾されている。

#### 1号車（ゴールドクラス用客室）
インテリアは明るい色調のメープルが主体として使用されている。
「親子で旅を楽しむ」をテーマに、連結面寄り半室はファミリーシートとされ、子供が座る窓側の背もたれを低くした親子席が配置されているほか、テーブルの形も考慮されている。中央部には木のボールプールと、こども図書室と子ども用ソファが設置されている。木のボールプールの透明な仕切りには、「青いカメが泳ぎ回る」絵が描かれている。
伊豆急下田駅寄り半室は展望室とし、天井には木の葉が描かれている。座席は前向き席が8席、海向き席が4席、向かい合わせ席が8席配置されている。展望席の定員は12人。

#### 2号車（ゴールドクラス用客室）
インテリアはブラウン系のウォールナットが主体として使用されている。床は寄木で、一部は菱形模様のものとなっている。
伊豆急下田駅寄りは通路を挟んで山側にソファタイプの4人掛けが、海側に独立2人掛けの向かい合わせ席が並んでいる。座席数は24。横浜駅寄りはすべて海側を向いた椅子と2人掛けソファで構成され、車端部にはショーケースや収納棚がある。

#### 3号車（マルチカー）
座席設定はなく展覧会、結婚式、会議などの実施を想定した設備を有するマルチカーとなっており、各種イベントに使用されている。
インテリアは1号車と同様、明るい色調のメープルが主体として用されている。デッキの床は寄木となっている。天井には鉄道車両としては世界で初めて電気鋳造パネルが採用され、山側通路の鴨居部には絵画やパネル展示用のレールが内蔵されている。またギャラリーやブライダルなどシーンによって腰掛けやテーブルが出し入れ可能となっており、使用しないものについては車端部にあるスペースに収納されている。
伊豆急下田駅側の車端寄りには男子トイレと洋式トイレが通路を挟んで設置されている。
横浜駅側の車端寄りにはコンシェルジュカウンターが配置され、マルチカーのサービスカウンターとして機能する。また隣にはショーケースがあり数種類の電鋳パネルを展示しているほか、裏は組子電飾パネルの仕切りとなっている。

#### 4号車（キッチンカー）
3号車と同様座席設定はなく、山側にメインキッチンを配置したキッチンカーとなっている。
インテリアはベイマツが主体として使用され、床は白仕上げのナラである。またこちらの天井にも、電鋳パネルが採用されている。
厨房は2つのブロックに分かれ、壁には緑の葉が描かれている。うち伊豆急下田駅方の厨房は加熱調理が可能で、調理が鑑賞可能となっている。横浜寄りの厨房の端には料理を受け渡すカウンターがあるほか、床下には調理用の水タンクが新設された。また、キッチンカーの車端には「海の幸」と「山の幸」のそれぞれの額絵が飾られ、小さな立席テーブルが設置されている。

#### 5号車（プラチナクラス用食堂車）
インテリアは2号車と同様、ブラウン系のウォールナットが主体として使用されている。
車体中央部にはピアノが設置され、伊豆急下田駅寄りには「組子のブース席」と称される組子で仕切られた4人掛けブース席が2区画配置されている。横浜寄りには2人席が並んでいる。
伊豆急下田駅側の車端部にはショーケースがあり、伊豆稲取の吊るし飾りや地元の名酒・ワインなどが陳列されている。
また横浜駅側の車端部には車いす対応トイレ、洋式トイレ、化粧台が配置され、車いす対応トイレは壁一面が金箔仕上げとなっている。

#### 6号車（プラチナクラス用食堂車）
インテリアはライトブランのペアウッドが主体として使用されている。またこの号車の側窓部の欄干は、組子によって構成されている。
車体中央部には5号車と同様、ピアノが設置されている。また天井は、ハイルーフとなっており一部は箔押しされている。席は全て2人掛けで、伊豆急下田駅側の車端部には側窓を背にしたソファが通路を挟んで配置されている。
横浜寄りには厨房とカウンターが設けられた「にぎり寿司コーナー」があり、この部分の天井にはステンドグラスが嵌め込まれている。また同じく横浜駅寄りには、海側を向いた半円テーブルと腰掛けの形がそれぞれ異なる席があり、ここは誰でも利用できる。
横浜側の車端部にはショーケースがある。下段には黒船来航時にアメリカ海軍艦隊を率いたペリーの人形や、小田原提灯が並ぶ。

#### 7号車（プラチナクラス用客室）
インテリアはチークが主体として使用されている。床は寄木細工をイメージしたものとなっており、各腰掛けには組子細工が配されている。
伊豆急下田駅寄りには向かい合わせの2人席が14席配置されており、車端部には洋式トイレが設置されている。
横浜駅寄りには「鉄のブース席」と称される半個室風の4人掛けボックス席が2区画配置されている。テーブルは折り畳むことでサイズ変更が可能となっている。またボックス席脇の窓際にはベンチとテーブルが6人分用意され、車端部には通路を挟んでショーケースが設けられている。

#### 8号車（プラチナクラス用客室）
インテリアはローズウッドが主体として使用されている。
客席は前後で二分され、床の寄木のデザインもそれぞれ異なる。
伊豆急下田駅寄りには7号車伊豆急下田寄りに準じた向かい合わせの2人席が8組配置され、壁と天井にはチェリーが使用されている。
横浜駅寄りは展望室となっており、うち運転席寄りはレール方向に1人席が6席配置されており、その間には本棚が並べられ、プラチナクラスが利用できるライブラリーとなっている。後位は書斎として使えるデスクの付いた2人掛け席とボックス席が配置されている。床は細かい寄木模様となっている。

## バス
2019年5月には、新たに伊豆の観光地を巡る専用バスが登場した。伊豆箱根バスが運行を担当する。
デザインと設計は水戸岡で、「ロイヤルブルー」の外観や、天然木使用で床や天井などに寄木細工デザインが見られる内装など、列車と統一されている。座席は独特の文様がプリントされた、他の観光バスとは異なる布地が使用され、小物入れや畳表を使用した足置きなども備えられている。車両後部にはソファも設置されている。また、トイレは広く洗面台も大きなものとなっている。定員は34人。
専用バス運行開始により、伊豆急行線が走る東伊豆・南伊豆エリアはもちろん、湯ヶ島温泉や韮山などの中伊豆や、松崎町といった西伊豆エリアまでプランに組み込むことが可能となった。

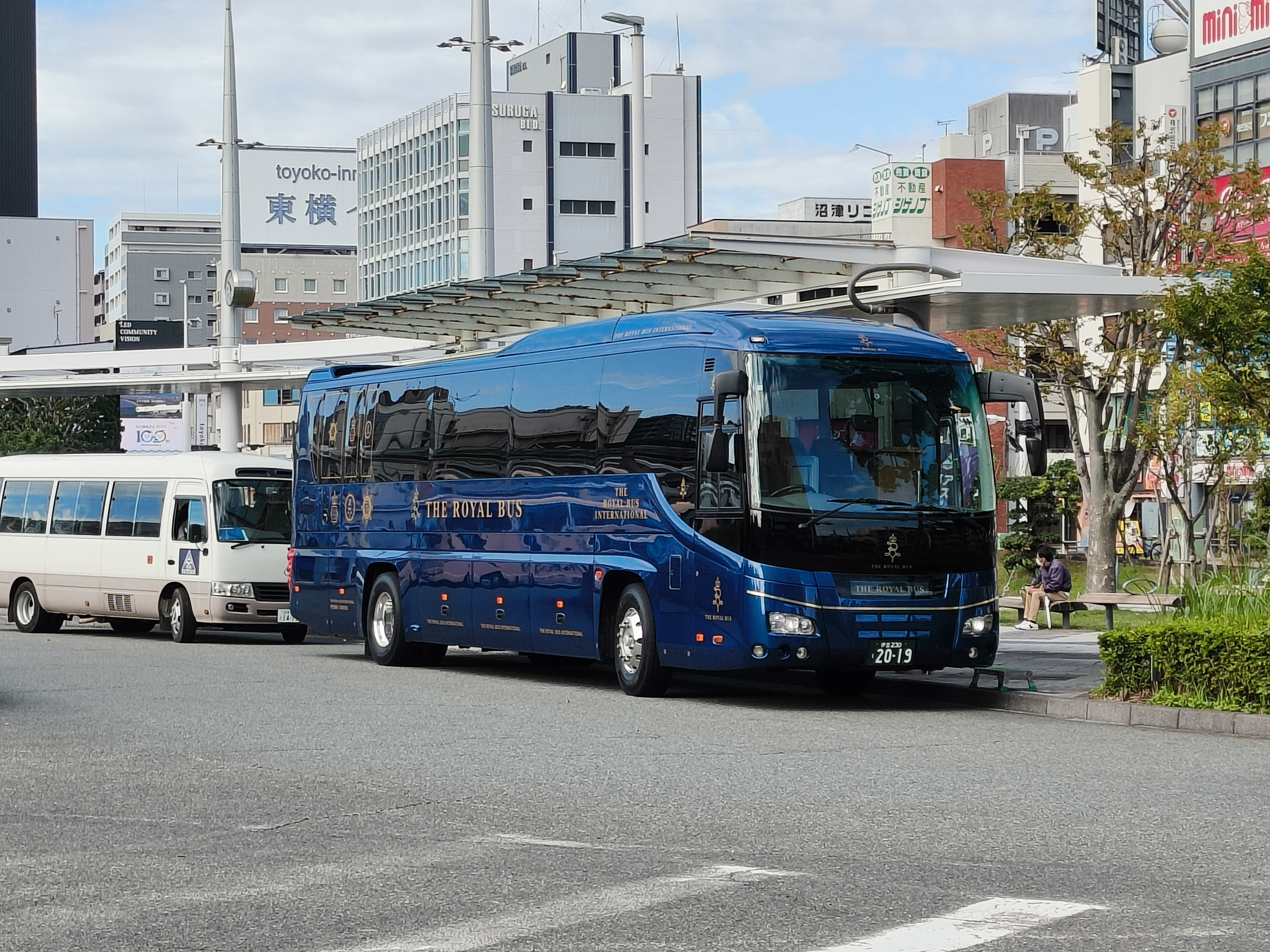
「THE ROYAL BUS」

## 運行開始に合わせた改修
運行に合わせて、以下の施設で改修が行われた。
- 2017年7月21日の運行開始に合わせて、横浜駅地下2階の東急南北自由通路に乗客専用ラウンジが新設された[26]。
  - また同年8月末には、ラウンジ内にカフェ「THE ROYAL CAFE YOKOHAMA」[注 9]がオープンした。こちらは一般客も利用可能である[26]が、運行日は貸し切りとなるため利用出来ない[28]。
    - 2023年4月1日、「横浜モンテローザ」を運営する三陽物産と共に、「THE ROYAL CAFE  YOKOHAMA MONTE ROSA」としてリニューアルオープン[29]。
- 伊豆急下田駅周辺では、下田ロープウェイ寝姿山山頂店舗施設が改修された。
  - 2019年8月に下田ロープウェイはリニューアル運行を開始し、ロープウェイ車両が当車に準じたデザインとなり、寝姿山山頂には観光複合施設「THE ROYAL HOUSE」がオープンした[24]。
    - 室内は当車をイメージした椅子や天然木を使用した床、組子細工で囲まれた個室、ペリー来航時をイメージした土壁に畳、椅子の茶室など、旅のひとときをよりよく過ごすための工夫が散りばめられている。大きな窓から広い海が見え、ベランダにも出ることができる。
    - 同年8月30日には、施設内に伊豆ならではの海の幸や季節の野菜を生かした料理を提供するレストランもオープンした。

  - デザインは全て水戸岡が担当している。

- 下田東急ホテルでは運行に先立ち、全館休業をして改装工事が実施された。改装コンセプトは格式の伝承を軸とした「原点回帰」。主に客室、レストラン、ロビー、大浴場などの施設が改装され、2017年3月17日にリニューアルオープンした。

## 伊豆・静岡の旅
2024年5月30日、東海旅客鉄道（JR東海）、東急の共同発表で、2024年11月 - 12月に熱海駅以西へ「THE ROYAL EXPRESS」を運行することが発表された。横浜駅から三島、沼津、浜名湖、静岡、日本平を3泊4日で巡るプランが設定される。1回4日間のコースを6回分運行する。東急の「THE ROYAL EXPRESS」による地域活性化のノウハウを最大限に活かし、魅力ある旅行商品を提供することで、静岡県の地域活性化への貢献を目指すとしている。
JR東海では車両規格標準化と安全対策（特に東海道新幹線）への集中投資の観点から、自社でのクルーズトレインを製作・運行しておらず、他社からの乗り入れも認めていなかったが、前年（2023年）の相鉄・東急新横浜線の開業により新横浜駅を軸とした関係強化を模索していた東急からの打診を受諾し、伊豆急行から車両を借り受ける形で実現した。
2025年5月から行程が変更され、伊豆急行線へも乗り入れる予定。
募集人員は1回につき15組30名である。車両は通常運行時と同じ2100系8両編成である。また1泊目の客室は選択制であり、A - Dの4つのプランが用意されている。行程の概略は以下の通り。

### 列車内昼食の監修
SHIZUOKA・FUJI CRUISE TRAIN
| 年号   | 1日目                            | 2日目                           | 3日目                                                  | 4日目                      |
| ------ | -------------------------------- | ------------------------------- | ------------------------------------------------------ | -------------------------- |
| 2024年 | 稲元亘 （「Hermaïon」） フレンチ | 伊藤正樹 （「鰻処 うな正」） 鰻 | 前田尚毅 with TEAM MAEDA （「サスエ前田魚店」） 魚料理 | 加藤敦子 （「羅漢」） 和食 |
| 2025年 | 稲元亘 （「Hermaïon」） フレンチ | 伊藤正樹 （「鰻処 うな正」） 鰻 | 前田尚毅 with TEAM MAEDA （「サスエ前田魚店」） 魚料理 | 加藤敦子 （「羅漢」） 和食 |

### 行程
SHIZUOKA・FUJI CRUISE TRAIN
- 1日目：THE ROYAL CAFE YOKOHAMA MONTE ROSA集合→横浜駅→（列車内昼食）→河津駅→（バス移動）→宿泊施設泊・夕食
- 2日目：宿泊施設・朝食→（バス移動）→沼津駅→（列車内昼食）→新居町駅→新居町観光→（バス移動）→KIARAリゾート＆スパ浜名湖泊・夕食
- 3日目：KIARAリゾート＆スパ浜名湖・朝食→（バス移動）→浜松駅→（列車内昼食）→袋井駅→（バス移動）→袋井・掛川地域観光→（バス移動）→葛城北の丸泊・夕食
- 4日目：葛城北の丸・朝食→（バス移動）→菊川駅→（列車内昼食）→横浜駅にて解散

SHIZUOKA・FUJI CRUISE TRAIN（2024年）
- 1日目：THE ROYAL CAFE YOKOHAMA MONTE ROSA集合→横浜駅→（列車内昼食）→富士川駅→三島駅→（バス移動）→宿泊施設泊・夕食
- 2日目：宿泊施設・朝食→（バス移動）→沼津駅→（列車内昼食）→新居町駅→新居町観光→（バス移動）→KIARAリゾート＆スパ浜名湖泊・夕食
- 3日目：KIARAリゾート＆スパ浜名湖・朝食→（バス移動）→浜松駅→（列車内昼食）→静岡駅→（バス移動）→久能山東照宮観光→（バス移動）→日本平ホテル泊・夕食
- 4日目：日本平ホテル・朝食→（バス移動）→静岡駅→（列車内昼食）→横浜駅にて解散

## 北海道の旅
北海道旅客鉄道（JR北海道）が企画し、東急、日本貨物鉄道（JR貨物）と東日本旅客鉄道（JR東日本）が協力する、北海道胆振東部地震の復興支援、道内各地の観光振興と地域活性化のための観光列車走行プロジェクトの一環として、THE ROYAL EXPRESSを北海道内で運転することが発表された。札幌駅から「帯広・十勝」「釧路・知床」「オホーツク・北見」「旭川・美瑛・富良野」の4エリアを3泊4日で巡るプランが設定され、2020年に運行を開始した。延期分も含む2020年分の運行には計1232名の応募があり、1回の運行につき平均8.2倍の当選倍率となった。またリピート率については2022年運行分で約30%を記録し、北海道クルーズを利用した人が伊豆を訪れるようになったり、伊豆で乗車した人が北海道クルーズにも参加したりするようになるなど、相互作用も見られるようになった。
車両輸送はJR貨物が行い、現地での営業には当該車両のほか、東急電鉄所有の電源車マニ50 2186を連結し、ディーゼル機関車（JR北海道所有・DE15）2機が重連で牽引する。また、使用される電源車・ディーゼル機関車は水戸岡により、ディーゼル機関車はメインカラーを「橙・オレンジ」に、電源車はメインカラーを「『THE ROYAL EXPRESS』のロイヤルブルーとオレンジを粋につなぐ色」として、「白・ホワイト」にした塗装に変更された。なお電源車の容量による関係で、1・4・5・6・8号車の5両に減車の上で営業している。
2021年運行分からは、一部の運行分において最大5組10名限定で「小樽」エリアにある「銀鱗荘」で前泊するプランが販売されている。
2022年運行分からは、2020年・2021年からの5回分の運行に加え、新たに「HOKKAIDO CRUISE LIMITED 〜壮大な大地を感じる美しさ煌めく旅〜」と題した新プランが3回分設定された。こちらは通常プランでは訪れない阿寒湖や屈斜路湖に訪問するプランとなっている。
2023年運行分からは、「HOKKAIDO CRUISE TRAIN」の運行本数を3回とした上で、新たに宗谷本線を経由し宗谷岬へ向かう「HOKKAIDO 最北端の旅」が3回分設定された。
2024年は運行開始5年目であることから、4泊5日の「HOKKAIDO 5th ANNIVERSARY CRUISE」が2回運行された。1日目は列車に乗車せず、新千歳空港ポルトムホールを貸し切ったスペシャルコンサートや、通常プランでは訪れない支笏湖での下車観光・宿泊が組み込まれた。また、屈斜路湖でのカヌー、美瑛でとうもろこし収穫体験を行うことができた。また本年は「HOKKAIDO CRUISE LIMITED」は運行されず、同ルートを「HOKKAIDO CRUISE TRAIN」として4回分設定された。なお「HOKKAIDO 日本最北端の旅」を含め、前泊プランは販売されなかった。
募集人員は1回につき15組30名で、北海道東部を列車とバス（｢THE ROYAL EXPRESS｣専用バスをじょうてつが運行）で移動する。また列車内の食事では、地元店舗の店主・料理長により、北海道ならではの地元の食材を中心に、新たに創作されたメニューが振る舞われる。なお2020年運行分では、料理人の都合により2日目は「日本料理 紀伸」店主の渡部伸雄による日本料理から、貸切宿「ワッカヌプリ」の料理長である伊藤雄大による日本料理に変更が行われた。行程の概略は以下の通り。

### 列車内朝昼食の監修
HOKKAIDO CRUISE TRAIN・HOKKAIDO CRUISE LIMITED
| 年号   | 1日目                                 | 2日目                                              | 3日目朝食                              | 3日目昼食                             | 4日目                                        |
| ------ | ------------------------------------- | -------------------------------------------------- | -------------------------------------- | ------------------------------------- | -------------------------------------------- |
| 2020年 | 林直司 （「北の華 はやし」店主） 寿司 | 伊藤雄大 （貸切宿「ワッカヌプリ」料理長） 日本料理 |                                        | 梅田隆弘 （「割烹 うめ笹」店主） 割烹 | 才田誠 （「Valore」シェフ） 創作イタリア料理 |
| 2021年 | 林直司 （「北の華 はやし」店主） 寿司 | 渡部伸雄 （「日本料理 紀伸」店主） 日本料理        |                                        | 梅田隆弘 （「割烹 うめ笹」店主） 割烹 | 才田誠 （「Valore」シェフ） 創作イタリア料理 |
| 2022年 | 福田竜大 （「すし心 福龍」店主） 寿司 | 渡部伸雄 （「日本料理 紀伸」店主） 日本料理        |                                        | 梅田隆弘 （「割烹 うめ笹」店主） 割烹 | 才田誠 （「Valore」シェフ） 創作イタリア料理 |
| 2023年 | 福田竜大 （「すし心 福龍」店主） 寿司 | 服部大地 （「ハートンツリー」店主） 創作料理       | 吉野英治 （「しれとこ里味」店主） 和食 | 梅田隆弘 （「割烹 うめ笹」店主） 割烹 | 才田誠 （「Valore」シェフ） 創作イタリア料理 |
| 2024年 | 福田竜大 （「すし心 福龍」店主） 寿司 | 服部大地 （「ハートンツリー」店主） 創作料理       |                                        | 梅田隆弘 （「割烹 うめ笹」店主） 割烹 | 才田誠 （「Valore」シェフ） 創作イタリア料理 |

HOKKAIDO 日本最北端の旅
| 年号   | 1日目                                     | 2日目                          | 3日目                              | 4日目                                        |
| ------ | ----------------------------------------- | ------------------------------ | ---------------------------------- | -------------------------------------------- |
| 2023年 | 吉田夏織 （「AGRISCAPE」シェフ） フレンチ | 南一成 （「冬音」シェフ） 和食 | 大宮良一 （「樺太食堂」店主） 海鮮 | 才田誠 （「Valore」シェフ） 創作イタリア料理 |
| 2024年 | 吉田夏織 （「AGRISCAPE」シェフ） フレンチ | 南一成 （「冬音」シェフ） 和食 | 大宮良一 （「樺太食堂」店主） 海鮮 | 才田誠 （「Valore」シェフ） 創作イタリア料理 |

### 行程
HOKKAIDO CRUISE TRAIN
- 1日目：JRタワーホテル日航札幌集合→札幌駅→（列車内昼食）→芽室駅→（バス移動）→農場ピクニック→（バス移動）→十勝川温泉第一ホテル豊洲亭チェックイン→（バス移動）→十勝ヒルズ（夕食）→（バス移動）→十勝川温泉→第一ホテル豊洲亭泊
- 2日目：十勝川温泉第一ホテル豊洲亭・朝食→（バス移動）→釧路駅→摩周駅→（バス移動）→〔摩周湖観光→（バス移動）→〕川湯温泉駅→（列車内昼食）→知床斜里駅→（バス移動）→〔知床五湖散策（遊歩道）→（バス移動）→〕北こぶし知床ホテル＆リゾート泊・夕食
- 3日目：北こぶし知床ホテル＆リゾート→（バス移動）→知床斜里駅→（列車内朝食）→北見駅→〔北見の薄荷ワークショップ→（バス移動）→〕遠軽駅→（列車内昼食）→旭川駅→（バス移動）→富良野リゾートオリカ泊・夕食（大迫淳英氏ディナーコンサート）
- 4日目：富良野リゾートオリカ・朝食→〔ファーム富田観光→〕（バス移動）→（美瑛（青い池）観光）→（バス移動）→旭川駅→（列車内昼食）→札幌駅→JRタワーホテル日航札幌解散→（希望者はバスで移動）→新千歳空港
  - 〔  〕内は希望制の選択プラン。

HOKKAIDO CRUISE TRAIN（2024年）
- 1日目：JRタワーホテル日航札幌集合→札幌駅→（列車内昼食）→帯広駅→（バス移動）→十勝川温泉第一ホテル豊洲亭チェックイン→（バス移動）→しんむら牧場（夕食）→（バス移動）→十勝川温泉第一ホテル豊洲亭泊
- 2日目：十勝川温泉第一ホテル豊洲亭・朝食→（バス移動）→釧路駅→摩周駅→（バス移動）→〔摩周湖観光→（バス移動）→〕川湯温泉駅→（列車内昼食）→網走駅→（バス移動）→あかん鶴雅別荘 鄙の座泊・夕食
- 3日目：あかん鶴雅別荘 鄙の座・朝食→（バス移動）→北見駅→（列車内昼食）→遠軽駅→旭川駅→（バス移動）→富良野リゾートオリカ泊・夕食（大迫淳英氏ディナーコンサート）
- 4日目：富良野リゾートオリカ・朝食→〔ファーム富田観光→〕（バス移動）→（美瑛（青い池）観光）→（バス移動）→旭川駅→（列車内昼食）→札幌駅→JRタワーホテル日航札幌解散→（希望者はバスで移動）→新千歳空港
  - 〔  〕内は希望制の選択プラン。

HOKKAIDO CRUISE LIMITED
- 1日目：JRタワーホテル日航札幌集合→札幌駅→（列車内昼食）→帯広駅→（バス移動）→十勝川温泉第一ホテル豊洲亭チェックイン→（バス移動）→しんむら牧場（夕食）→（バス移動）→十勝川温泉第一ホテル豊洲亭泊
- 2日目：十勝川温泉第一ホテル豊洲亭・朝食→（バス移動）→オーベルジュ SORA（昼食）→（バス移動）→阿寒摩周国立公園観光→（バス移動）→あかん鶴雅別荘 鄙の座泊・夕食
- 3日目：あかん鶴雅別荘 鄙の座・朝食→（バス移動）→北見駅→（列車内昼食）→遠軽駅→旭川駅→（バス移動）→富良野リゾートオリカ泊・夕食（大迫淳英氏ディナーコンサート）
- 4日目：富良野リゾートオリカ・朝食→（バス移動）→美瑛散策→（バス移動）→旭川駅→（列車内昼食）→札幌駅→JRタワーホテル日航札幌解散→（希望者はバスで移動）→新千歳空港

HOKKAIDO 日本最北端の旅
- 前泊プラン：小樽駅集合→（バス移動）→〔小樽芸術村特別観光→（バス移動）〕→銀鱗荘・夕食（翌日タクシーでJRタワーホテル日航札幌へ移動）
- 1日目：JRタワーホテル日航札幌集合→札幌駅→（列車内昼食）→旭川駅→（バス移動）→宿泊施設チェックイン→（バス移動）→フラテッロ・ディ・ミクニ（夕食）→（バス移動）→宿泊施設泊
- 2日目：宿泊施設・朝食→（バス移動）→和寒駅→（列車内昼食）→南稚内駅→（バス移動）→宗谷岬観光→（バス移動）→サフィールホテル稚内チェックイン→（バス移動）→車屋・源氏（夕食）→サフィールホテル稚内泊
- 3日目：サフィールホテル稚内・朝食→〔（バス移動）→稚内副港市場→〕（バス移動）→オロロンライン観光→（バス移動）→豊富駅→（列車内昼食）→旭川駅→（バス移動）→富良野リゾートオリカ泊・夕食（大迫淳英氏ディナーコンサート）
- 4日目：富良野リゾートオリカ・朝食→（バス移動）→美瑛散策→（バス移動）→旭川駅→（列車内昼食）→札幌駅→JRタワーホテル日航札幌解散→（希望者はバスで移動）→新千歳空港
  - 〔  〕内は希望制の選択プラン。

#### 特別プラン
HOKKAIDO 5th ANNIVERSARY CRUISE
- 1日目：新千歳空港集合→スペシャルコンサート→（バス移動）→支笏湖フリー観光→（バス移動）→しこつ湖 鶴雅別荘 碧の座泊
- 2日目：しこつ湖 鶴雅別荘 碧の座・朝食→（バス移動）→追分駅→（列車内昼食）→白糠駅→あかん鶴雅別荘 鄙の座泊・夕食
- 3日目：あかん鶴雅別荘 鄙の座・朝食→（バス移動）→釧路駅→（列車内昼食）→川湯温泉駅→〔網走駅→/（バス移動）→屈斜路湖渓流カヌー→〕（バス移動）→あかん鶴雅別荘 鄙の座泊・夕食
- 4日目：あかん鶴雅別荘 鄙の座・朝食→（バス移動）→北見駅→（列車内昼食）→遠軽駅→旭川駅→（「山紫水明」貸切運行）→中富良野駅→（バス移動）→富良野リゾートオリカ泊・夕食（大迫淳英氏ディナーコンサート）
- 5日目：富良野リゾートオリカ・朝食→（バス移動）→とうもろこし収穫体験→（バス移動）→旭川駅→（列車内昼食）→札幌駅→JRタワーホテル日航札幌解散→（希望者はバスで移動）→新千歳空港

## 四国・瀬戸内の旅
2023年3月27日、四国旅客鉄道（JR四国）、日本貨物鉄道（JR貨物）、西日本旅客鉄道（JR西日本）、東急が協力する、四国・瀬戸内エリアの観光振興・地域活性化を目的としたプロジェクトとして、2024年1月 - 3月に岡山から高松、琴平、松山方面へ「THE ROYAL EXPRESS」を運行することが発表された。岡山駅から「岡山・高松・琴平」「多度津・坂出・松山」「今治・しまなみ海道」「四国・瀬戸内」を3泊4日で巡るプランが設定される。1回4日間のコースを6回分運行する。
「HOKKAIDO CRUISE TRAIN」と同様に、四国への運搬はJR貨物により行われ、旅行商品の販売・企画・運営は東急が担当する。全線電化区間を走る予定だが、2100系電車単独では四国内でトンネルをくぐることができないため、岡山駅 - 高松駅間はJR西日本所有のEF65が、四国島内はJR貨物所有のEF210が牽引し、1号車・4号車・5号車・6号車・8号車の5両に減車の上で電源車マニ50 2186と連結して運行される。JR四国において、機関車牽引列車が走るのは2019年11月の「サロンカーなにわ」の運行以来である。なお、児島駅以南の運転は全てJR四国の運転士によって行われる。
2025年運行分からは、「SHIKOKU・SETOUCHI CRUISE TRAIN」の運行本数を2回とした上で、新プランとして「SHIKOKU・SETOUCHI CRUISE TRAIN LIMITED」が2回分、「SHIKOKU・SETOUCHI CRUISE TRAIN PREMIUM」が1回分設定される。「SHIKOKU・SETOUCHI CRUISE TRAIN LIMITED」では、「藍よしのがわトロッコ」を貸し切り大歩危・小歩危を訪れるほか、宿泊施設に連泊するプランとなっている。「SHIKOKU・SETOUCHI CRUISE TRAIN PREMIUM」では淡路島に訪れるほか、3日目はせとうちクルーズが運行する客船「guntû」に宿泊する。また列車以外の移動では神姫バスツアーズのバス車両「ゆいPRIMA・ゆいプリマOLIVIA」（神姫バス・神姫観光が運行）を使用する。
募集人員は1回につき15組30名である。道中、両備バスが運行する｢THE ROYAL EXPRESS｣専用バスでの移動（先述の「SHIKOKU・SETOUCHI CRUISE TRAIN PREMIUM」は異なる）があるほか、4日目には国際両備フェリー所属のおりんぴあ どりーむせとの貸切運航がプランに組み込まれている。また1泊目、2泊目の客室は選択制であり、A - Dの4つのプランが用意されている。行程の概略は以下の通り。

### 列車内昼食の監修
SHIKOKU・SETOUCHI CRUISE TRAIN（共通）
| 年号   | 1日目                             | 2日目                            | 3日目                            | 4日目                             |
| ------ | --------------------------------- | -------------------------------- | -------------------------------- | --------------------------------- |
| 2024年 | 山本亘 （「料亭 二蝶」） 日本料理 | 米田宏和 （「Azalée」） フレンチ | 猪野祐介 （「鮨いの」） にぎり鮨 | 宮川圭輔 （「L'API」） イタリアン |
| 2025年 | 山本亘 （「料亭 二蝶」） 日本料理 | 米田宏和 （「Azalée」） フレンチ | 猪野祐介 （「鮨いの」） にぎり鮨 | 宮川圭輔 （「L'API」） イタリアン |

### 行程
SHIKOKU・SETOUCHI CRUISE TRAIN
- 1日目：ホテルグランヴィア岡山集合→岡山駅→高松駅→（列車内昼食）→琴平駅→（バス移動）→琴平観光→（バス移動）→湯山荘 阿讃琴南泊・夕食
- 2日目：湯山荘 阿讃琴南・朝食→（バス移動）→多度津駅→（列車内昼食）→松山駅→（バス移動）→宿泊施設泊・夕食
- 3日目：宿泊施設・朝食→（バス移動）→松山駅→（列車内昼食）→今治駅→（バス移動）→しまなみエリア観光→（バス移動）→Azumi Setoda泊・夕食
- 4日目：Azumi Setoda・朝食→（バス移動）→今治駅→（列車内昼食）→高松駅→（バス移動）→高松港→瀬戸内クルーズ（貸切）「おりんぴあ どりーむせと」→新岡山港→（バス移動）→ホテルグランヴィア岡山にて解散

SHIKOKU・SETOUCHI CRUISE TRAIN LIMITED
- 1日目：ホテルグランヴィア岡山集合→岡山駅→高松駅→（列車内昼食）→多度津駅→（「藍よしのがわトロッコ」貸切運行）→大歩危駅→（バス移動）→湯山荘 阿讃琴南泊・夕食
- 2日目：湯山荘 阿讃琴南・朝食→（バス移動）→多度津駅→（列車内昼食）→松山駅→（バス移動）→宿泊施設泊・夕食
- 3日目：宿泊施設・朝食→（バス移動）→松山駅→伊予西条駅→（列車内昼食）→菊間駅→（バス移動）→今治エリア観光→（バス移動）→宿泊施設泊・夕食
- 4日目：宿泊施設・朝食→（バス移動）→松山エリア観光→松山駅→（列車内昼食）→詫間駅→（バス移動）→ホテルグランヴィア岡山にて解散

SHIKOKU・SETOUCHI CRUISE TRAIN PREMIUM
- 1日目：ANAクラウンプラザホテル神戸集合→（バス移動）→こゝちよ（昼食）→（バス移動）→大塚国際美術館観光→（バス移動）→宿泊施設泊・夕食
- 2日目：宿泊施設・朝食→（バス移動）→多度津駅→（列車内昼食）→松山駅→（バス移動）→宿泊施設泊・夕食
- 3日目：宿泊施設・朝食→（バス移動）→松山駅→伊予西条駅→（列車内昼食）→今治駅→（バス移動）→guntû泊・夕食
- 4日目：guntû・朝食→（バス移動）→今治駅→（列車内昼食）→詫間駅→（バス移動）→ホテルグランヴィア岡山にて解散

## 日本の観光列車をつなぐ旅
THE ROYAL EXPRESSを使用せず、THE ROYAL BUSと地域の観光列車をつなぐ旅。

### 行程
Discover Nippon～上高地・長良川の旅～
- 1日目：東京駅→（東海道新幹線グリーン車）→静岡駅→（昼食）→上高地帝国ホテル泊・夕食
- 2日目：上高地帝国ホテル→上高地観光→上高地ホテルで昼食→上高地観光→上高地帝国ホテル泊・夕食
- 3日目：上高地帝国ホテル→北濃駅→（ながら）→郡上八幡駅→（列車内昼食）→関駅→名古屋駅→（東海道新幹線グリーン車）→東京駅解散

出典:

## 沿革
伊豆急行線沿線は海水浴ブームが去った後、団体旅行の減少やバブル崩壊の影響などで活力が失われ、東急が復活の緒をつかめずにいる沿線地域に力を与えるため「伊豆に活気を取り戻す列車」として計画されてきた。
また車両デザイン担当の水戸岡鋭治については、事前に東急・伊豆急行の関係者が各地の水戸岡が車両デザインを担当した列車をリサーチした結論として、依頼している。
- 2016年（平成28年）
  - 10月1日 - 10月5日：種車となる伊豆急行2100系電車「アルファ・リゾート21」が伊豆高原車両区から長津田工場へ回送[59][60]。
  - 10月6日：東急・伊豆急行から運行計画が発表される[61]。
  - 11月17日：東急・伊豆急行が列車名や詳細を発表[25]。
- 2017年（平成29年）
  - 3月1日：クルーズプランの概要や料理・飲料監修者を発表[6]。
  - 5月10日：改造工事を終えた後、塗装変更のために長津田工場から伊豆高原車両区まで甲種輸送される[62]。
  - 5月26日：列車の運行開始日、クルーの制服デザインを発表[63]。
  - 5月27日：予約開始[63]。
  - 7月15日：運行開始を前に報道公開される[64]。
  - 7月21日：運行開始[63]。運行開始セレモニーでは、水戸岡鋭治のほか東京急行電鉄鉄道事業本部長の城石文明、JR東日本横浜支社長の渡利千春も登壇。出発前にはテーマ曲が生演奏されたほか、出発合図はJR横浜駅長・東急横浜駅長が並んで行った[11][26]。
  - 8月3日 - 8月5日：神姫バスツアーズのバス車両「ゆいPRIMA[注 23]」とのコラボツアーを実施。「走る芸術品！ 『ゆいPRIMA』&『THE ROYAL EXPRESS』で優雅に伊豆を巡る3日間の旅」と題し、兵庫・大阪発[注 26]の2泊3日で実施された。神姫バスツアーズは、このツアーを「その地でしか乗ることのできない観光列車という“点”を、『ゆいPRIMA』という車両を使って“線”で結ぶ、移動手段にも目的にもこだわった新たなジャンルのツアー」とした[65]。
- 2018年（平成30年）
  - 7月6日：資生堂のハイプレステージブランド「クレ・ド・ポー ボーテ」がTHE ROYAL EXPRESSを貸し切り、車内で新商品体験会「clé de peau BEAUTÉ Radiant Journey」を開催。THE ROYAL EXPRESSを全面貸切したイベントは、今回が初めてとなった。限定招待された50人が乗車した[66]。
  - 7月19日 - 7月21日：運行開始1周年を記念して、2泊3日の「1st ANNIVERSARY SPECIAL CRUISE PLAN」を運行。初日は横浜ベイホテル東急にて「1st ANNIVERSARY SPECIAL PARTY」が催され、2日目には伊豆急下田駅にて「誕生会」が行われたほか、初のディナー運行となる「ANNIVERSARY NIGHT EXPRESS」が運行された[67][68]。
  - 8月26日：伊東駅 - 伊豆急下田駅間で「料理監修者 山田チカラ氏と行く 美しさ、煌めく 旅。」と題したツアー列車として運行され、山田チカラも同乗[69][70]。
  - 12月7日：デンマークの家具ブランド「BoConcept」との共同企画列車を運行。同ブランドの商品35万円(税抜)以上を購入した先着70組140名が乗車できる。ライフスタイルトレンド「HYGGE」をテーマに、3号車のマルチカーを「BoConcept」のインテリアでコーディネートしたモデルルーム空間として演出。2019年1月18日にも運行される[8][9][71][72][73][74][75]。
- 2019年（平成31年/令和元年）
  - 2月12日：「THE ROYAL EXPRESS 〜HOKKAIDO CRUISE TRAIN〜」の運行が発表される[35]。
  - 5月：専用バス登場[23][24]。
- 2020年（令和2年）8月28日：「THE ROYAL EXPRESS 〜HOKKAIDO CRUISE TRAIN〜」が運行を開始する[36]。
- 2021年（令和3年）7月27日：2021年分の「THE ROYAL EXPRESS 〜HOKKAIDO CRUISE TRAIN〜」運行に先立ち、北海道胆振東部地震で被災した安平町、厚真町、むかわ町の小学生20名が招待され、札幌駅から南千歳駅まで特別運行[76]。
- 2023年（令和5年）
  - 3月27日：四国地域でのクルーズトレインの運行が発表される[50][77]。
  - 10月30日・11月6日：「DON HEARTS TRAIN CRUISE〜彩り溢れる紅葉列車旅〜」と題し、2泊3日で水戸岡がデザインした「THE ROYAL EXPRESS」「富士登山電車」「ながら」の3列車に乗車する特別プランを運行[78]。
- 2024年（令和6年）
  - 1月26日：「THE ROYAL EXPRESS〜SHIKOKU・SETOUCHI CRUISE TRAIN〜」が運行を開始する。
  - 5月30日：東海地域でのクルーズトレインの運行が発表される。JR東海区間では初の営業運行となる[30]。
  - 10月26日：JR東海線区内での試運転で新居町駅まで走行。10月30日まで。
  - 11月8日：「THE ROYAL EXPRESS〜SHIZUOKA・FUJI CRUISE TRAIN〜」が運行を開始する[30]。